# Miri

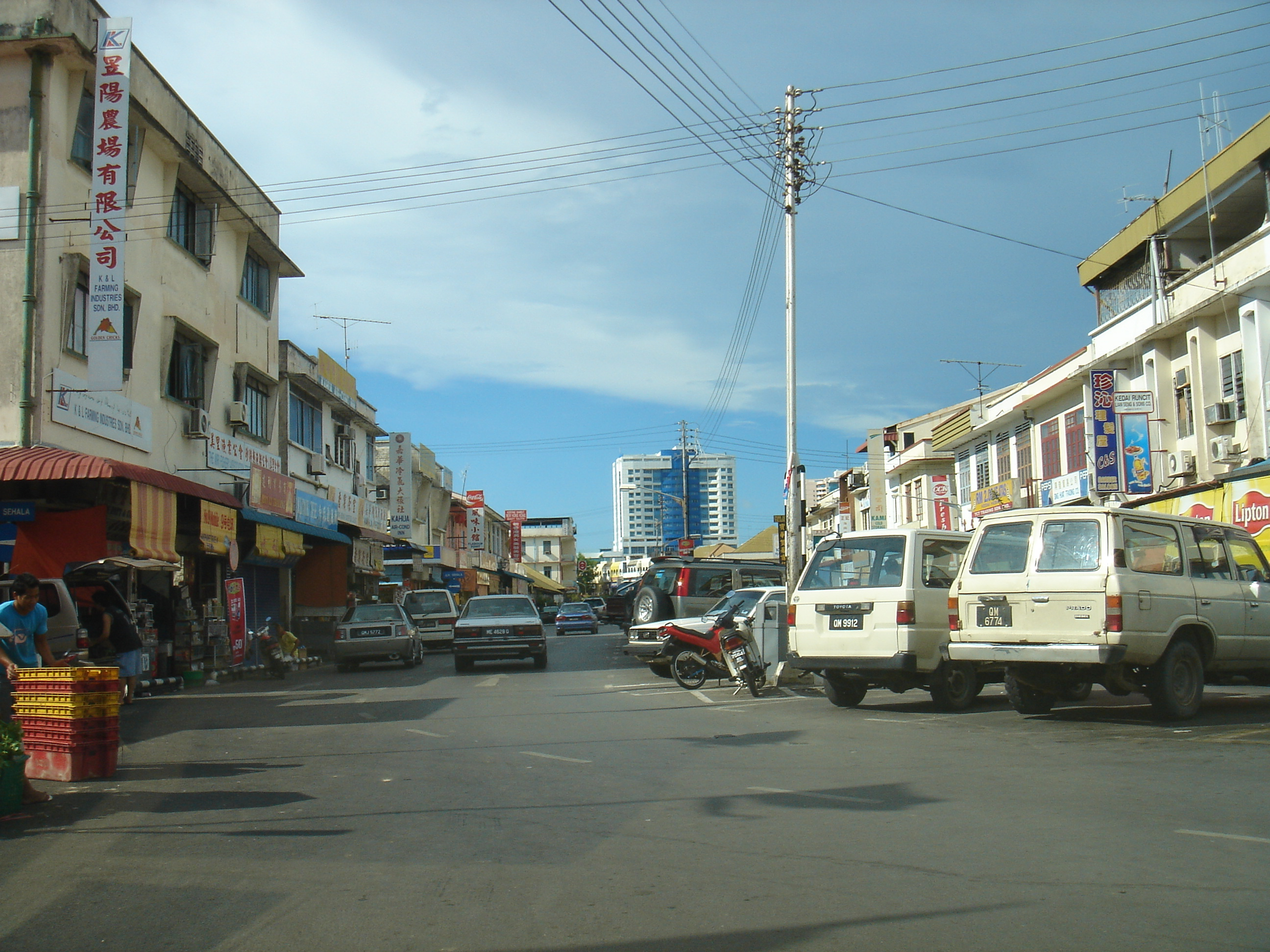
Miri

Miri ist eine Großstadt in Malaysia und liegt im Nordwesten des Bundesstaates Sarawak auf der Insel Borneo. Sie ist Hauptstadt der gleichnamigen Verwaltungsdivision und hat rund 300.000 Einwohner. Die Stadt ist damit nach der Hauptstadt Kuching die zweitgrößte Stadt in Sarawak. Miri ist ein Zentrum der malaysischen Ölindustrie. Das Öl wird hier seit 1910 gefördert und verarbeitet.
|                       | Jan   | Feb   | Mär   | Apr   | Mai   | Jun   | Jul   | Aug   | Sep   | Okt   | Nov   | Dez   |   |         |
| Mittl. Tagesmax. (°C) | 29,9  | 30,2  | 30,9  | 31,3  | 31,6  | 31,5  | 31,2  | 31,3  | 31,0  | 30,7  | 30,5  | 30,3  | ⌀ | 30,9    |
| Mittl. Tagesmin. (°C) | 23,1  | 23,2  | 23,5  | 23,8  | 23,9  | 23,6  | 23,3  | 23,4  | 23,4  | 23,4  | 23,3  | 23,3  | ⌀ | 23,4    |
|                       |       |       |       |       |       |       |       |       |       |       |       |       |   |         |
| Niederschlag (mm)     | 240,5 | 160,5 | 134,4 | 177,9 | 193,7 | 204,9 | 179,4 | 210,9 | 249,5 | 317,2 | 295,5 | 349,2 | Σ | 2.713,6 |
|                       |       |       |       |       |       |       |       |       |       |       |       |       |   |         |
| Regentage (d)         | 14    | 10    | 9     | 12    | 13    | 12    | 11    | 12    | 14    | 17    | 17    | 18    | Σ | 159     |

| 23,1 |

| 23,2 |

| 23,5 |

| 23,8 |

| 23,9 |

| 23,6 |

| 23,3 |

| 23,4 |

| 23,4 |

| 23,4 |

| 23,3 |

| 23,3 |

| 23,1 |

| 23,2 |

| 23,5 |

| 23,8 |

| 23,9 |

| 23,6 |

| 23,3 |

| 23,4 |

| 23,4 |

| 23,4 |

| 23,3 |

| 23,3 |

## Geographie
Miri liegt am Südchinesischen Meer, nahe der Grenze zum Sultanat Brunei, und befindet sich an der Mündung des gleichnamigen Flusses Miri.

## Geschichte
Die frühesten Spuren menschlicher Besiedelung in der Region finden sich nahe der Niah-Höhlen und reichen bis ca. 35.000 v. Chr. zurück.
Der erste offizielle Ölfund der Briten ist auf das Jahr 1882 datiert. Die einheimische Bevölkerung verwendete das Öl zu Heilzwecken.
Die industrielle Gewinnung und Kommerzialisierung begann 1910, als einem Vorläuferunternehmen der heutigen Sarawak Shell das Recht auf Erschließung gewährt wurde. Dies bildete den Startpunkt der malaysischen Ölindustrie.
Während des Zweiten Weltkrieges ergab sich die kleine niederländische Garnison nach zweitägigen Gefechten am 17. Dezember 1941 den 2500 japanischen Angreifern.

## Bevölkerung
Die Bevölkerung setzt sich hauptsächlich aus Malaien, einheimischen Dayak und Chinesen zusammen.

## Verkehr
Der Flughafen Miri ist nach Flugbewegungen der drittgrößte und nach Passagieraufkommen der fünftgrößte Flughafen in Malaysia.

## Religion
Miri ist Sitz des Bistums Miri.

## Sehenswürdigkeiten
In der Nähe der Stadt liegen der Gunung Mulu National Park mit der Sarawak Chamber, der größten bekannten unterirdischen Höhlenkammer der Welt und das umfangreiche Niah-Höhlensystem, in welchem Hinweise auf menschliche Besiedelung aus der Zeit von 35.000 v. Chr. gefunden wurden.

## Töchter und Söhne der Stadt
- Anthony Lee Kok Hin (* 1937), Geistlicher und emeritierter Bischof von Miri
- Paul Phua (* 1964), Geschäftsmann und Pokerspieler
- Shaun Maloney (* 1983), schottischer Fußballspieler
- Alexander Edmondson (* 1993), australischer Bahnradsportler
- Sanjay Singh (* 1994), Squashspieler